# فرانك جوي
فرانك جوي (26 سبتمبر 1880 في المملكة المتحدة - 17 فبراير 1966 بونشستر في المملكة المتحدة) (بالإنجليزية: Frank Joy)‏ هو لاعب كريكت بريطاني وبريطاني (وحمل سابقاً جنسية المملكة المتحدة لبريطانيا العظمى وأيرلندا). لعب مع نادي مقاطعة سومرست للكريكت ‏ وEuropeans cricket team ‏.